# Richard Castle
 (septembre 2012).
Si vous disposez d'ouvrages ou d'articles de référence ou si vous connaissez des sites web de qualité traitant du thème abordé ici, merci de compléter l'article en donnant les références utiles à sa vérifiabilité et en les liant à la section « Notes et références ».
 (février 2021).
La mise en forme du texte ne suit pas les recommandations de Wikipédia : il faut le « wikifier ».
Les points d'amélioration suivants sont les cas les plus fréquents. Le détail des points à revoir est peut-être précisé sur la page de discussion.
- Les titres sont pré-formatés par le logiciel. Ils ne sont ni en capitales, ni en gras.
- Le texte ne doit pas être écrit en capitales (les noms de famille non plus), ni en gras, ni en italique, ni en « petit »…
- Le gras n'est utilisé que pour surligner le titre de l'article dans l'introduction, une seule fois.
- L'italique est rarement utilisé : mots en langue étrangère, titres d'œuvres, noms de bateaux, etc.
- Les citations ne sont pas en italique mais en corps de texte normal. Elles sont entourées par des guillemets français : « et ».
- Les listes à puces sont à éviter, des paragraphes rédigés étant largement préférés. Les tableaux sont à réserver à la présentation de données structurées (résultats, etc.).
- Les appels de note de bas de page (petits chiffres en exposant, introduits par l'outil «  Source ») sont à placer entre la fin de phrase et le point final[comme ça].
- Les liens internes (vers d'autres articles de Wikipédia) sont à choisir avec parcimonie. Créez des liens vers des articles approfondissant le sujet. Les termes génériques sans rapport avec le sujet sont à éviter, ainsi que les répétitions de liens vers un même terme.
- Les liens externes sont à placer uniquement dans une section « Liens externes », à la fin de l'article. Ces liens sont à choisir avec parcimonie suivant les règles définies. Si un lien sert de source à l'article, son insertion dans le texte est à faire par les notes de bas de page.
- La présentation des références doit suivre les conventions bibliographiques. Il est recommandé d'utiliser les modèles {{Ouvrage}}, {{Chapitre}}, {{Article}}, {{Lien web}} et/ou {{Bibliographie}}. Le mode d'édition visuel peut mettre en forme automatiquement les références.
- Insérer une infobox (cadre d'informations à droite) n'est pas obligatoire pour parachever la mise en page.

Pour une aide détaillée, merci de consulter Aide:Wikification.
Si vous pensez que ces points ont été résolus, vous pouvez retirer ce bandeau et améliorer la mise en forme d'un autre article.
Richard Edgar "Rick" Castle, écrivain, est le personnage de fiction éponyme et l'un des deux protagonistes principaux — avec la policière Kate Beckett — de la série télévisée américaine Castle (2009-2016). Créé par Andrew W. Marlowe, il est interprété par Nathan Fillion.

## Biographie

### Vie personnelle
Richard Castle est un auteur de thrillers à succès. Il est le fils de Martha Rodgers, une actrice qui a connu son heure de gloire dans les années 70, et le père d'Alexis Castle, adolescente durant la série ; les deux femmes vivent avec lui à Manhattan. Le nom d'état-civil de Castle est Richard Alexander Rodgers, nom qu'il a abandonné pour sa carrière d'écrivain au profit du pseudonyme de Richard Edgar Castle (Edgar pour rendre hommage à Edgar Allan Poe).
En raison de la carrière théâtrale de sa mère, Richard a été élevé par des bonnes d'enfant, dont il garde un mauvais souvenir. Il a été renvoyé de nombreuses écoles privées de New York pour son comportement anticonformiste et indocile. Il découvre sa vocation d'écrivain quand un inconnu lui donne un exemplaire du roman Casino Royale ; il apprend plus tard que cet inconnu était son père biologique, dont il a toujours tout ignoré jusqu'à ce qu'il le rencontre à Paris dans l'épisode 5-16, et découvre qu'il est un agent de la CIA dont il ignorera toujours le véritable nom (seuls deux pseudonymes sont connus : « Jackson Hunt » et « Anderson Cross »). 
Castle a été marié et a divorcé deux fois. Sa première épouse est Meredith, la mère d'Alexis, elle aussi comédienne, qui vit à Los Angeles. Rick et elle se retrouvent parfois pour coucher ensemble, relation qui leur convient mieux que le mariage. Sa seconde femme est Gina Cowell, son éditrice. Leur divorce n'a pas affecté leur relation professionnelle, et Castle et Gina renouent pour un temps à la fin de la saison 2. Peu après leur retour des vacances qu'ils ont passées ensemble, Richard rompt avec Gina, trouvant leur relation « sans magie » (ép. 3-14).
Castle a eu la garde exclusive de sa fille adolescente Alexis, dont la mère était trop souvent en déplacement avec sa troupe de théâtre pour s'en occuper. Refusant de la confier à des nounous comme il l'avait été lui-même, Richard a insisté pour l'élever lui-même. Le père et la fille sont très proches, Alexis agissant le plus souvent de façon plus mature et réfléchie que son père, lequel n'hésite devant aucune fantaisie, comme dans l'épisode 5 de la saison 1 dans lequel on voit qu'il a acheté le dernier jeu de tireur laser, ou encore dans l'épisode 14 de la troisième saison, où il avoue à Beckett qu'il vient acheter un cratère lunaire, etc.
Rick Castle, auteur de Best-sellers qui se vendent à plusieurs millions d'exemplaires, est assez riche pour posséder un somptueux loft dans le quartier le plus huppé de Manhattan (loft où il héberge non seulement sa fille, mais aussi sa mère), une vaste résidence de vacances au bord de l'Atlantique dans Les Hamptons, un bar, une Ferrari, et il s'est même acheté un cratère sur la lune. Il est capable d'offrir de sa poche 100 000 dollars pour aider à faire progresser l'enquête sur le meurtre de la mère de Beckett — d'ailleurs en pure perte, mais sans regret. Néanmoins, il a acquis un certain détachement vis-à-vis de la fortune, comme il le confie à Beckett dans l'épisode 3-14 : après que l'argent eut d'abord accentué en lui son côté enfantin, il a pris conscience que le seul luxe qui lui importe vraiment est la liberté, liberté d'écrire à sa guise ou de passer du temps avec sa fille.
Castle, qui au début de la série a un côté play-boy affirmé, est qualifié de métrosexuel par Kate Beckett dans l'épisode 2-23.
Castle a de nombreux amis dans le milieu des auteurs célèbres de romans à suspense ; il est régulièrement vu jouant au poker avec James Patterson, Stephen J. Cannell, Michael Connelly et Dennis Lehane (jouant leur propre rôle). Il serait également lié avec Jonathan Kellerman, Wes Craven et Stephen King.
À partir du dernier épisode de la saison 4, il forme un couple avec la lieutenant Beckett. Le dernier épisode de la saison 5 se termine sur la demande en mariage de Castle à Beckett. On apprend au début de la saison 6 que Kate accepte, et la cérémonie s'organise tout au long de la saison. Castle et Beckett se marient finalement à la fin de l'épisode 7-06. Par ellipse narrative, l'ultime séquence de la série, très brève (dernières secondes de l'épisode 8-22), montre les deux héros heureux en famille avec leurs trois jeunes enfants (une fille et deux garçons jumeaux), sept ans après le temps principal du récit (soit vers l'année 2023 si l'on considère l'histoire comme contemporaine de sa diffusion).

### Carrière d'auteur
Castle est l'auteur de 26 romans policiers, et autant de livres à succès, les plus connus étant ceux composant la série « Derrick Storm ». La série commence alors que Castle commence à se lasser de ce personnage, et décide de le faire mourir dans son dernier roman paru, décision critiquée aussi bien par certains lecteurs que par les collègues écrivains de Castle.
Il retrouve l'inspiration grâce à ses fonctions de consultant auprès de la police de New York, qui lui permet de participer aux enquêtes du lieutenant Kate Beckett et de son équipe, poste qu'il obtient grâce à son amitié avec le maire de New-York, admirateur et partenaire de poker. Beckett lui inspire un nouveau personnage, « Nikki Hard » (Nikki Heat dans la version originale), personnage décrié en public par son modèle, Beckett estimant qu'elle a « un nom de prostituée », quoiqu'elle soit en réalité flattée d'être la muse d'un écrivain qu'elle admire depuis longtemps.
Juste après la parution du premier roman mettant en scène Nikki, un contrat est proposé à Castle pour écrire trois romans, suites des aventures d'un célèbre espion britannique — dont le nom ne sera jamais prononcé au fil de l'épisode (sous prétexte que cela porterait malheur, car rien n'est encore officiel), même si tout laisse à penser qu'il s'agit de James Bond (dont, Castle le déclare lui-même, les aventures lui ont donné l'envie de devenir écrivain). Déjà hésitant à l'idée de devoir renoncer à suivre Kate, il refuse définitivement cette offre quand un autre contrat, bien mieux payé que le premier déjà très généreux, lui est proposé pour écrire trois autres romans de Nikki Hard, au soulagement de Beckett qui jouait pourtant l'indifférence (ép. 2-05).

### Consultant
Castle, après avoir rencontré Kate Beckett lors d'une affaire où un tueur reproduisait les meurtres décrits dans ses romans, a obtenu de son ami le maire de New York de l'associer à la jeune femme comme consultant pour « trouver l'inspiration » dans les affaires dont sa brigade s'occupe. Quand il accompagne le lieutenant Beckett et ses adjoints sur une intervention, il porte un gilet pare-balles qu'il s'est fait confectionné sur mesure, et qui porte l'inscription "WRITER" ("Écrivain", en anglais) en lieu et place de l'habituel scratch « POLICE ».
Malgré son attitude insouciante et son imagination fantasque, qui peuvent parfois déranger Beckett dans ses investigations, Castle est un auteur consciencieux, faisant des recherches poussées avant d'écrire : ces recherches sont évoquées à de nombreuses reprises au cours de la série, et lui ont apparemment fourni une somme considérable de connaissances techniques, scientifiques, sociales, etc. ; il a par exemple des contacts à la CIA et une connaissance fine du milieu mafieux de la ville. Mais il est surtout doué d'un sens éminent de l'observation et de la déduction, à l'égal de Beckett, et les deux partenaires rivalisent souvent de rapidité de raisonnement.
Dans l'épisode 3-13, néanmoins, Castle avoue à sa mère qu'il ne participe plus aux enquêtes de Beckett pour s'en inspirer littérairement, ce qui sous-entend qu'il le fait par amour. À Beckett qui, dans une scène ultérieure du même épisode, lui demande pourquoi il continue à la seconder, il n'ose pas répondre et garde un silence gêné — trouble qu'elle identifie parfaitement, et qu'elle partage visiblement…